# Brézé
Brézé ist eine Ortschaft und eine Commune déléguée in der französischen Gemeinde Bellevigne-les-Châteaux mit 1.177 Einwohnern (Stand: 1. Januar 2022) im Département Maine-et-Loire in der Region Pays de la Loire. Die Einwohner werden Brézéens genannt.
Die Gemeinde Brézé wurde am 1. Januar 2019 mit Chacé und Saint-Cyr-en-Bourg zur Commune nouvelle Bellevigne-les-Châteaux zusammengeschlossen. Sie hat seither den Status einer Commune déléguée. Die Gemeinde Brézé gehörte zum Arrondissement Saumur und zum Kanton Doué-la-Fontaine.

## Lage
Brézé liegt etwa 50 Kilometer südöstlich von Angers. Umgeben wurde die Gemeinde Brézé von den Nachbargemeinden Saint-Cyr-en-Bourg im Norden, Fontevraud-l’Abbaye im Nordosten, Épieds im Süden und Osten, Montreuil-Bellay im Süden und Südwesten, Saint-Just-sur-Dive im Westen sowie Chacé im Westen und Nordwesten.

## Bevölkerungsentwicklung
| Jahr                       | 1962 | 1968 | 1975 | 1982 | 1990 | 1999 | 2006 | 2013 |
| -------------------------- | ---- | ---- | ---- | ---- | ---- | ---- | ---- | ---- |
| Einwohner                  | 848  | 841  | 877  | 1207 | 1379 | 1299 | 1317 | 1289 |
| Quellen: Cassini und INSEE |      |      |      |      |      |      |      |      |

## Sehenswürdigkeiten
- Kirche Saint-Vincent von 1903
- Kapelle Saint-Gauthier, 1447 wieder errichtet
- Ossarium von Brézé
- Schloss Brézé
- Schloss Meigné, 1754 wieder errichtet
- Schloss Lançon
- Burgruine La Bouchardière aus dem 14. Jahrhundert
- Schloss Grandfont
- Herrenhaus von La Ripaille aus dem 15. Jahrhundert

Siehe auch: Liste der Monuments historiques in Bellevigne-les-Châteaux

## Weinbau
Der Ort gehört zum Weinbaugebiet Anjou.

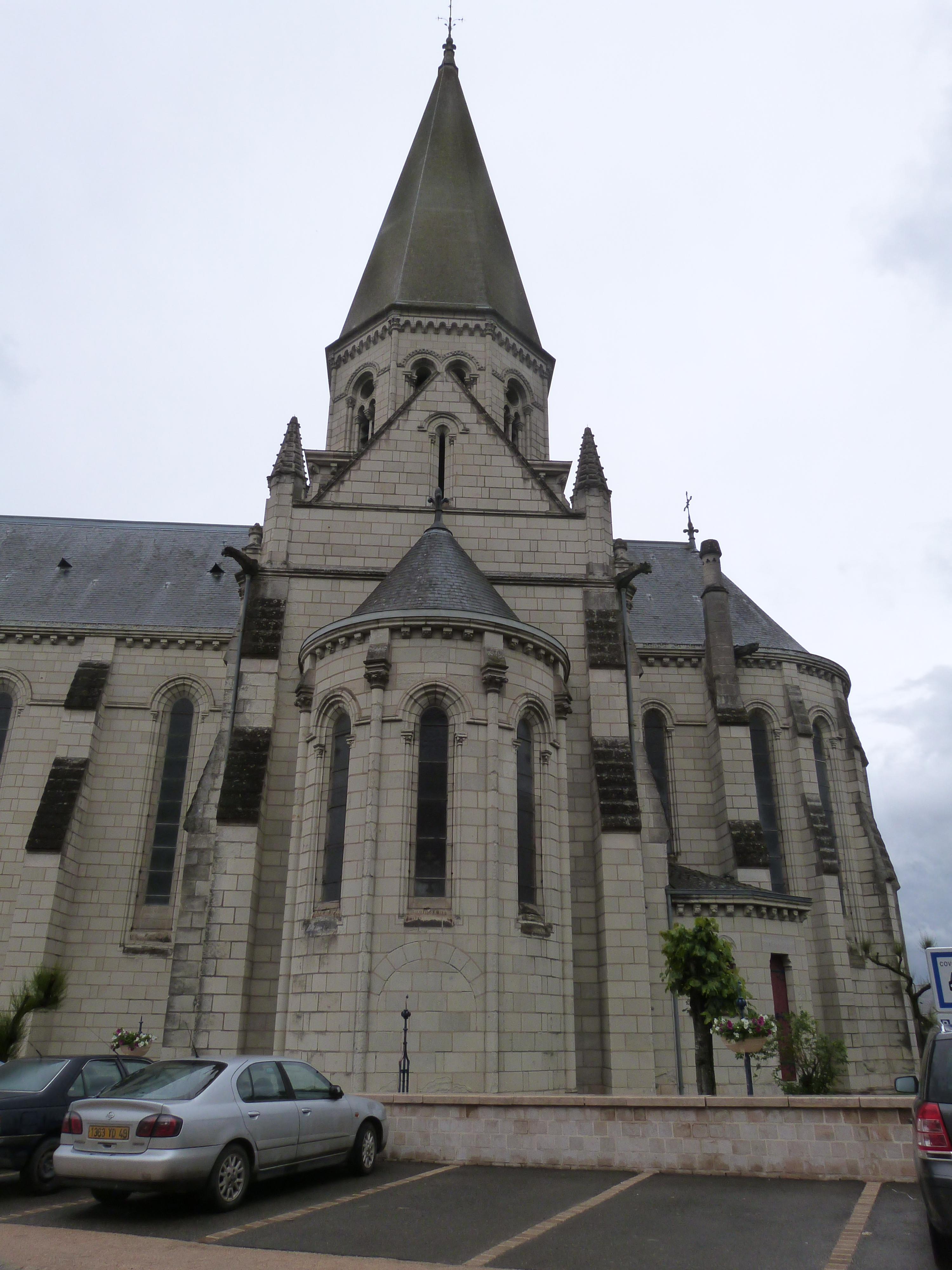
Kirche Saint-Vincent
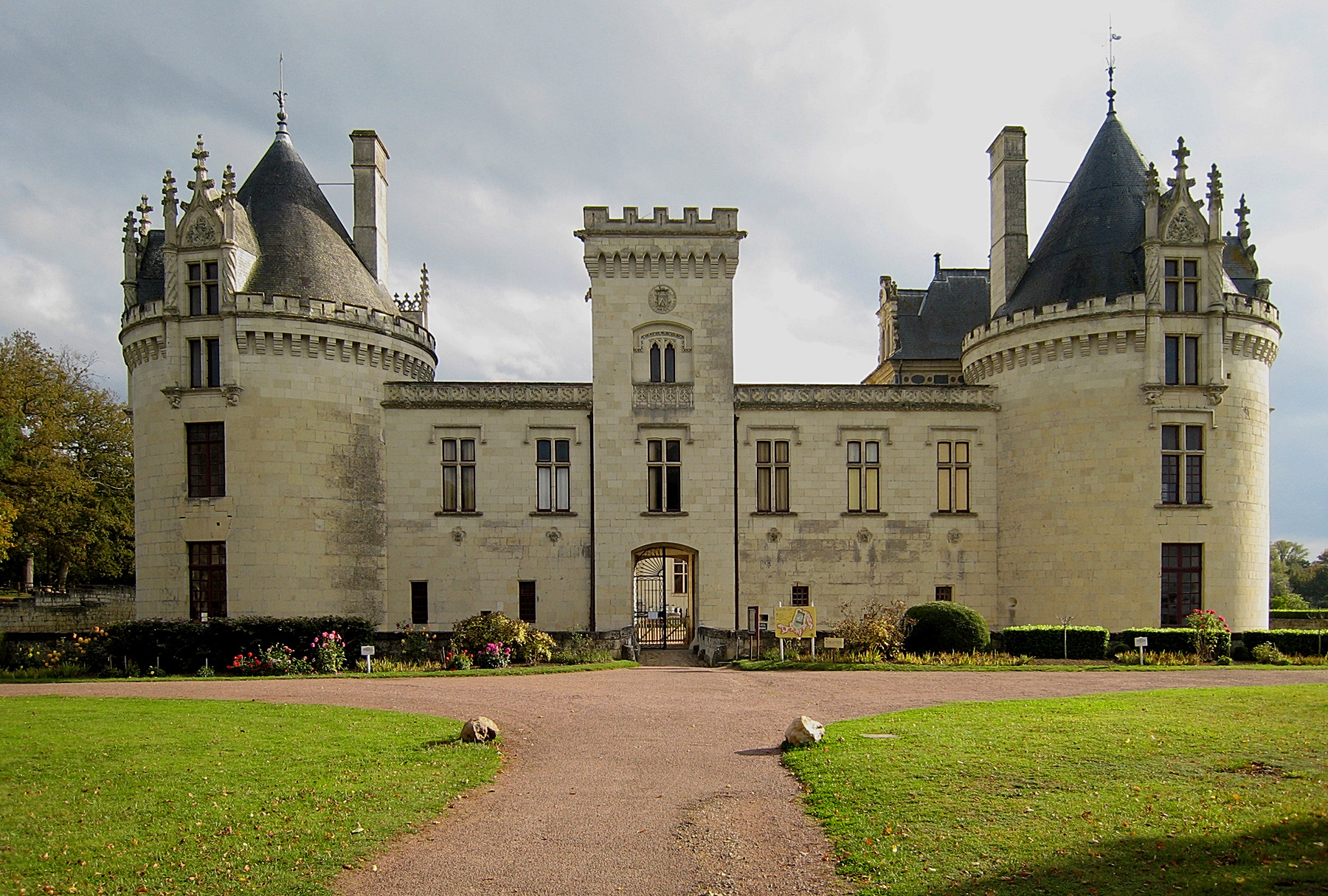
Schloss Brézé